# Fragata (Pelotas)
Fragata é um dos maiores e um dos mais populosos bairros de Pelotas, com quase 80 mil habitantes localizado na zona oeste da cidade.

## Etimologia
O nome aplicado ao bairro originou-se da alcunha (apelido) de Antônio dos Anjos, um proeminente sesmeiro e charqueador, benemérito da religião e um dos pais da cidade de Pelotas. Ele era filho de um contra-mestre de navios e também proprietário de fragatas que transportavam os produtos de sua charqueada pelo arroio do Fragata (em sua homenagem) que ladeia o bairro dividindo-o com o município de Capão do Leão.
As atividades de Antônio dos Anjos em Pelotas começam nas últimas décadas do século XVIII. Em sua homenagem também há a rua Antônio dos Anjos, na região central da cidade.
Conforme assegurou o pesquisador, professor Mário Osório Magalhães:
[Antônio Francisco dos Anjos] era o capitão-mor, o cidadão mais importante deste distrito da Vila de Rio Grande, o homem que, tratado de "Fragatinha" na intimidade, emprestou seu apelido, sem diminutivo, a uma parte do arroio em cuja margem possuía grande charqueada. Emergindo do arroio, o nome atravessou juncais, pisou macegas, vadeou caminhos, cruzou cercas e alambrados. Passou por cruzes, velas, sentinelas, armas. Invadindo esquinas e quarteirões, estendeu-se a todo um bairro – há longo tempo o mais populoso bairro de Pelotas.